# Metate

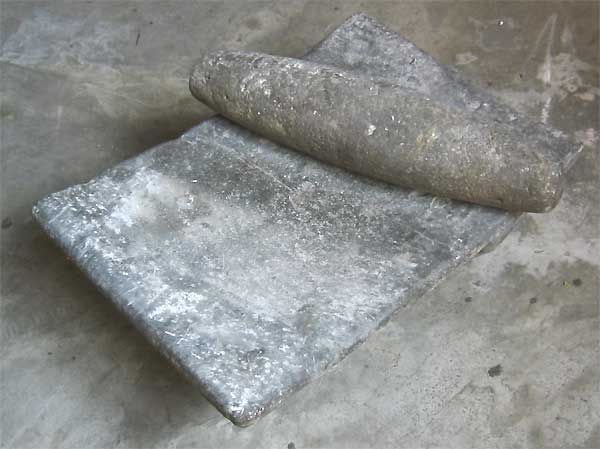
Metate och metlapilli

En metate är en mesoamerikansk mortel som användes redan i forntiden för att mala sädesslag  och frö. Den består av en rektangulär sten. Dessutom användes en handsten som benämndes metlapilli («metatens son»). Ordet metate kommer från nahuatl metlatl.

## Historik
Metate (av aztekiska metatl), är namnet på den flata sten, varpå majsen maldes i Mexico. Ordet vann genom spanjorerna erkännande i större delen av spanska Amerika. I själva Mexiko såväl som i de flesta övriga delar av Amerika är dessa stenar, på vilka utom majs även diverse frön, rötter, örter och andra födoämnen maldes, helt enkelt flata stenskivor, på vissa trakter försedda med vanligtvis tre korta fötter. På Panamánäset, i Costa Rica, Nicaragua och på vissa av Västindiska öarna har urinvånarna använt vackert skulpterade typer försedda med höga ben och en rik stiliserad reliefornamentik.